# Pieter Quast
Pieter Jansz. Quast (Ámsterdam, 1605 – 1647) fue un pintor y grabador holandés del barroco.

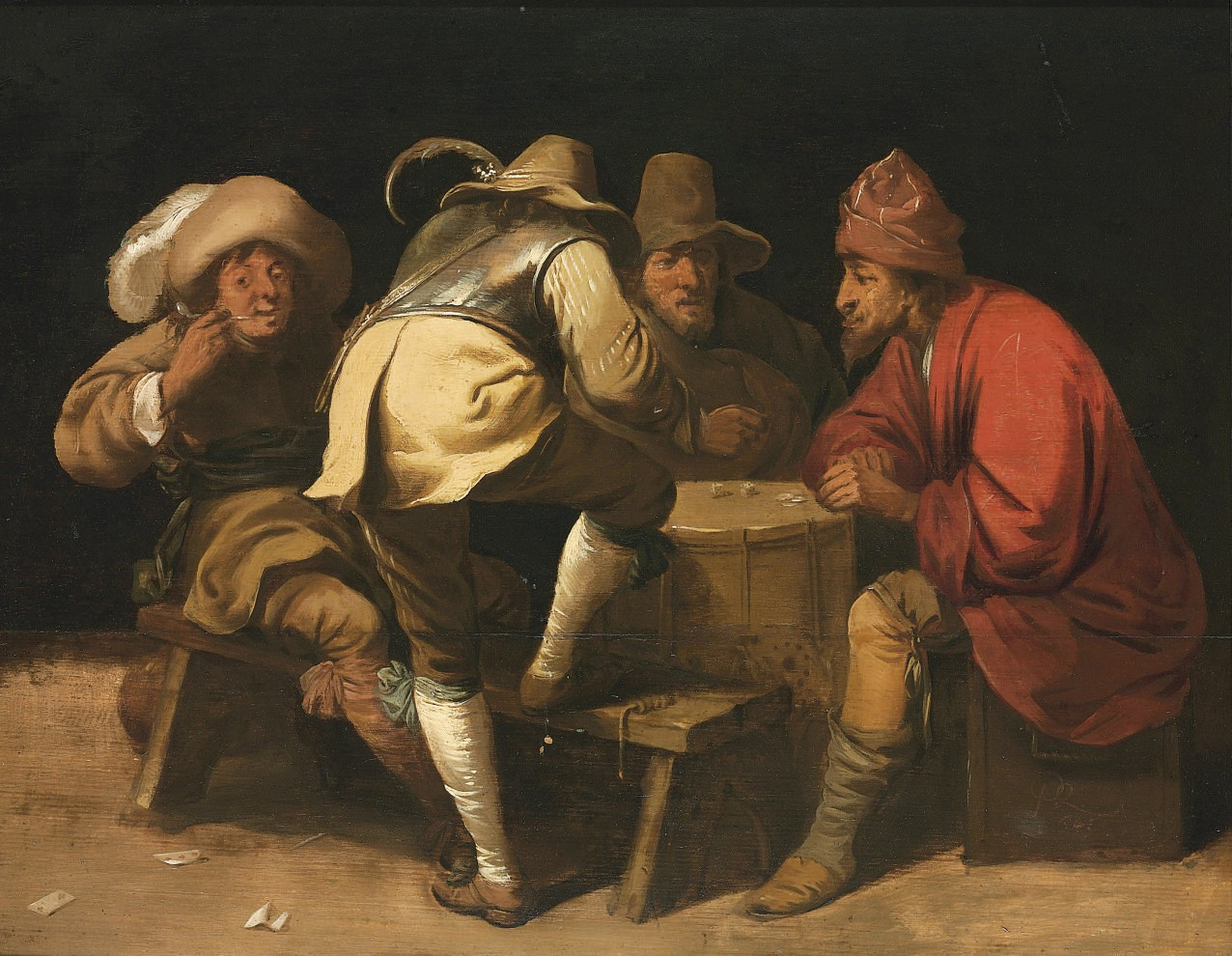
Soldados jugando a los dados, pintura de Quast (su firma aparece en el banco de la derecha).

Es un maestro secundario, aunque reconocido, dentro de la pléyade de pintores de temas cotidianos (trabajos de género) de la Holanda barroca. Se movió en el estilo de Adriaen van Ostade y de Adriaen Brouwer. Produjo principalmente pinturas de pequeño formato, muchas de ellas de tema satírico y de soldados, y también trabajó el bodegón con figuras. Es igualmente conocido por sus grabados.

## Vida y obra
Nació en Ámsterdam, y se trasladó muy joven a La Haya; se inscribió en el gremio de pintores de dicha ciudad en 1634. Regresó en 1644 a Ámsterdam, donde falleció aún joven en 1647.
Pintó varios retratos de grupo (como los de la Kunsthalle de Hamburgo y el Museo Bilden Kunste de Leipzig), y una Crucifixión (ant. col. Nederpelt), pero su producción se centra en las escenas llamadas «de género».
Quast encaja en un género y estilo muy arraigados en la Holanda del siglo XVII, que en parte enlazan con el flamenco David Teniers el Joven, pero que (como era habitual en Holanda), se singularizan por un enfoque más veraz y rudo de la realidad, frecuentemente teñido de sátira e incluso de pesimismo. 
En las escenas de soldados, Pieter Quast siguió el estilo de Pieter Codde. Ejemplos de ello hay en la National Gallery de Londres (Interior de un establo) y en Karlsruhe (Staat. Kunsthalle, Soldados en una posada, de 1640).
Pero el género predominante en Quast es el de escenas cotidianas de aldeanos y mendigos.  Los representa en tabernas (Jugadores de cartas y mujer fumando una pipa, Ámsterdam, Rijksmuseum), mendigando, o siendo sometidos a rudimentarias operaciones por curanderos (Operación de pie, Ámsterdam, Rijksmuseum), tema que ya fue tratado por El Bosco.
En el tono caricaturesco, Quast delata la influencia de Adriaen van de Venne, pero su técnica y colorido le aproximan más a Brouwer y a Van Ostade. Emplea gamas de color cálidas, generalmente tonos castaños y tostados, con amplias zonas de sombras y penumbra, y resalta las figuras principales con puntuales notas de color. Su técnica es menos refinada y esmerada que la de Jan Steen, y en algunas partes se limita a una pincelada abocetada, muy próxima a Adriaen van Ostade. 
También le influyeron los grabados de Jacques Callot, y el teatro de la época.
La temática de los mendigos es importante en su producción. Hay que mencionar un par de tablas en Brunswick (Herzog Anton Ulrich-Museum), donde plasma dos tipos de pobreza: la inmerecida y la originada por malos hábitos. En el campo del grabado, destaca su serie de 26 estampas de mendigos y campesinos, que se consideran inspiradas en Jacques Callot. Rembrandt produjo algunas similares.
Además de las obras citadas, constan ejemplos de Pieter Quast en el Museo de Bellas Artes de Budapest y en el LACMA de Los Ángeles.
Al igual que otros muchos pintores holandeses, Quast no es muy conocido en España, y su presencia en museos públicos parece limitarse al Interior de bodega del MNAC de Barcelona (Legado de Francesc Cambó).